# Triangles semblables

Triangles semblables.

En géométrie euclidienne, on dit que deux triangles sont semblables s'ils ont la même forme, mais pas nécessairement la même taille,.
Parmi les multiples formalisations de cette définition intuitive, les deux plus courantes sont : deux triangles sont semblables :
- si leurs côtés sont proportionnels[1] ou, ce qui est équivalent[3],
- s'ils ont les mêmes angles[4].

Les sommets de même angle sont dits homologues. Ainsi dans la figure ci-contre, les sommets C et C' sont homologues. Les côtés opposés à des sommets homologues sont dits côtés homologues. Ainsi, dans la figure ci-contre, les côtés AB et A'B' sont homologues.
La similitude entre triangles est une relation d'équivalence.

## Propriétés
Chacune des caractérisations ci-dessous peut servir de définition à la notion de triangles semblables, car toutes sont équivalentes,.
1. Deux triangles sont semblables si leurs côtés sont proportionnels. Plus formellement : les triangles {\displaystyle ABC} et {\displaystyle A'B'C'} sont semblables si
{\displaystyle {\frac {AB}{A'B'}}={\frac {BC}{B'C'}}={\frac {AC}{A'C'}}}.
2. Deux triangles sont semblables si au moins deux angles géométriques (i.e. non orientés) de l'un sont égaux à deux angles géométriques de l'autre. Plus formellement : {\displaystyle ABC} et {\displaystyle A'B'C'} sont semblables si
{\displaystyle {\widehat {BAC}}={\widehat {B'A'C'}}\quad {\text{et}}\quad {\widehat {BCA}}={\widehat {B'C'A'}}}
(ce qui entraîne {\displaystyle {\widehat {ABC}}={\widehat {A'B'C'}}}).
3. Deux triangles sont semblables si deux côtés de l'un sont proportionnels à deux côtés de l'autre et si les angles entre ces deux côtés sont égaux.
4. Deux triangles sont semblables si deux côtés de l'un sont proportionnels à deux côtés de l'autre et si les angles opposés aux plus grands des deux côtés proportionnels sont égaux :
{\displaystyle {\frac {AB}{A'B'}}={\frac {BC}{B'C'}}\quad {\text{et}}\quad {\widehat {BAC}}={\widehat {B'A'C'}}}
5. Deux triangles sont semblables s'il existe une similitude (c'est-à-dire une homothétie, translation, rotation, réflexion ou une composée de telles transformations) transformant l'un en l'autre[6].

## Exemple
Deux triangles rectangles ayant un angle aigu égal sont semblables.

## Cas particuliers
- Si les triangles ont leurs côtés homologues de même longueur on dit qu'ils sont isométriques.
- Si deux triangles ont leurs côtés homologues parallèles alors ils sont semblables et sont appelés triangles homothétiques. Lorsque des triangles sont homothétiques et possèdent un sommet en commun, on retrouve une configuration de Thalès.